# Polystone
Polystone är en konststen som utgörs av en blandning av krossad sten och polymer (plast). Materialet ger en känsla av vulkanisk sten, samtidigt som det har en polymers elastiska styrka.